# John Nuttall
John Nuttall (Preston, Inglaterra; 11 de enero de 1967 – Doha, Catar; 9 de noviembre de 2023)fue un atleta inglés especialista en la carrera de larga distancia y cross country que participó en los Juegos Olímpicos.

## Títulos nacionales
- UK Athletics Championships
  - 3000 m: 1992[3]
- AAA Championships
  - 5000 m: 1996[4]
- English Cross Country Championships
  - Carrera larga: 1996[5]
- NCAA Men's Division I Cross Country Championship
  - Carrera larga: 1989

## Competiciones internacionales
| Año  | Competición                       | Sede                       | Posición         | Evento         | Tiempo/Puntos |
| ---- | --------------------------------- | -------------------------- | ---------------- | -------------- | ------------- |
| 1985 | European Junior Championships     | Cottbus, Alemania Federal  | 3°               | 3000 m         | 8:11.72       |
| 1986 | World Cross Country Championships | Colombier, Suiza           | 35°              | Carrera Senior | 24:24.4       |
| 1986 | World Cross Country Championships | Colombier, Suiza           | 9°               | Equipo Senior  | 218 pts       |
| 1986 | World Junior Championships        | Atenas, Grecia             | 10°              | 5000 m         | 14:08.68      |
| 1989 | Universiada                       | Duisburg, Alemania Federal | 4°               | 5000 m         | 13:39.80      |
| 1991 | World Cross Country Championships | Antwerp, Bélgica           | 49°              | Carrera Senior | 35:17         |
| 1991 | World Cross Country Championships | Antwerp, Bélgica           | 6°               | Equipo Senior  | 281 pts       |
| 1993 | World Championships               | Stuttgart, Alemania        | 10° (q)          | 5000 m         | 14:11.30      |
| 1994 | World Cross Country Championships | Budapest, Hungría          | 32°              | Carrera Senior | 36:00         |
| 1994 | World Cross Country Championships | Budapest, Hungría          | 8°               | Equipo Senior  | 444 pts       |
| 1994 | European Championships            | Helsinki, Finlandia        | 5°               | 5000 m         | 13:38.65      |
| 1994 | IAAF World Cup                    | Londres, Reino Unido       | 2°               | 5000 m         | 13:32.47      |
| 1994 | Commonwealth Games                | Victoria, Canadá           | 3°               | 5000 m         | 13:23.54      |
| 1995 | European Cup                      | Villeneuve d'Ascq, Francia | 2°               | 5000 m         | 13:46.82      |
| 1995 | World Championships               | Gothenburg, Suecia         | 14°              | 5000 m         | 13:49.25      |
| 1996 | World Cross Country Championships | Stellenbosch, Sudáfrica    | 28°              | Carrera Senior | 35:38         |
| 1996 | World Cross Country Championships | Stellenbosch, Sudáfrica    | 5°               | Equipo Senior  | 252 pts       |
| 1996 | Olympic Games                     | Atlanta, Estados Unidos    | 9° (semifinales) | 5000 m         | 14:08.39      |
| 1998 | World Cross Country Championships | Marrakech, Marruecos       | 75°              | Carrera Senior | 37:06         |
| 1998 | World Cross Country Championships | Marrakech, Marruecos       | 10°              | Equipo Senior  | 216 pts       |

## Marcas personales
- Carrera de la milla: 3:58.83 min (1991)
- 3000 metros: 7:36.40 min (1996)
- 5000 metros: 13:16.70 min (1995)
- 10000 metros: 28:07.43 min (1995)

## Vida personal
Nuttall se casaría con la también atleta de carrera de larga distancia Alison Wyeth, de la cual se divorció y se casaría después con la también atleta Liz McColgan, de Dundee, Escocia. Se convertiría en el padrastro de la también atleta Eilish McColgan.
De su primer matrimonio tuvo dos hijos, Hannah Nuttall y Luke Nuttall. Ambos se convirtieron en atletas.
John Nuttall falleció de un ataque cardíaco en Doha, Catar el 9 de noviembre de 2023 a los 56 años.